# Poecilochthonius spiciger
Espèce
Poecilochthonius spiciger est une espèce d'acariens de la famille des Brachychthoniidae.